# دوفن فرانسه

نشان رسمی خاندان دوفَن فرانسه

دوفَن فرانسه (به فرانسوی: Dauphin de France) ([dofɛ̃ də fʁɑ̃s] ()، در اصل دوفَن دو وینوآ (به فرانسوی: Dauphin de Viennois)، عنوانی بود که به همراه حکومت بر دوک‌نشین دوفینه از سال ۱۳۵۰ تا ۱۷۹۱ و ۱۸۲۴ تا ۱۸۳۰ به بزرگترین پسر پادشاه فرانسه که قرار بود پس از شاه به پادشاهی برسد اعطا می‌شد.

در ابتدا به ولیعهد وقت فرانسه، اجازه داده می‌شد که به‌طور مستقل بر دوک‌نشین (دوفین) حکومت کند، اما بعدها با الحاق این دوک‌نشین به فرانسه، فقط عنوان (دوفِن) اعطا شد.

سپر دوفین فرانسه، به تصویر کشیدن نشان سلطنتی و دلفین.

## پیشینه
گوئگوس کنت وین، تصویر دلفین را بر روی نشان خود داشت و بنابراین به دوفَن ملقب شد. کلمه دوفَن "dauphin" در اصل تلفظ کلمه دلفین در زبان فرانسوی است.
عنوان دوفن دو وینوآ (به فرانسوی: Dauphin de Viennois) در خانواده‌اش تا سال ۱۳۴۹ (میلادی) استفاده می‌شد، در این زمان هومبرت دوم قلمروی حکومتی خود را که دوفینه (به فرانسوی: le Dauphiné) (دوک‌نشین دوفینه در جنوب شرقی فرانسه امروزی و مبتنی بر ناحیه رون آلپ و مرکزیت شهرستان ایزر (به فرانسوی: Isère) می‌باشد) نامیده می‌شد با شرط این که وارثان تاج‌وتخت فرانسه عنوان دوفَن را به خود بگیرند به فیلیپ ششم، پادشاه فرانسه واگذار کرد. همسر دوفَن نیز به دوفین (به فرانسوی: la Dauphine) معروف شد.

## اولین دوفَن
اولین شاهزاده فرانسوی که به نام دوفَن le Dauphin ملقب شد، شارل دانا بزرگترین پسر ژان دوم بود، او بعداً شارل پنجم فرانسه شد. این عنوان تقریباً معادل انگلیسی "شاهزاده ولز"، "اسکاتلندی" "دوک روتزی"، "پرتغالی" "شاهزاده برزیل"، "شاهزاده Grão-Pará" برزیلی و "شاهزاده آستوریاس" اسپانیایی بود. شعار رسمی دوفَن فرانسه، قبل از ۱۴۶۱، par la grâce de Dieu, dauphin de Viennois, comte de Valentinois et de Diois (" به لطف خدا، دوفَن دو وینوآ، کنت والنتینو و از Diois ") بود. یک دوفَن از فرانسه نشان ملی دووفینه که شامل دلفین‌ها بود را با نشان سلطنتی فرانسه "گل رز" (fleurs-de-lis) ادغام کرد. ممکن بود در صورت لزوم، آن را نیز با نشان‌های دیگر نیز ادغام کند (به عنوان مثال فرانسوای دوم، پسر هانری دوم، در حالی که عنوان دوفَن فرانسه را داشت همزمان عنوان دوک برتانی را نیز دارا بود، بنابراین نشان حکومتی آن ایالت را با نشان رسمی دوفَن ادغام کرد. همچنین فرانسوای دوم که با ازدواج با ماری یکم اسکاتلند پادشاه اسکاتلند نیز محسوب می‌شد، نشان پادشاهی اسکاتلند را نیز به نشان دوفَن افزود)
در اصل دوفَن شخصاً حاکم و رئیس ایالت دووفینه بود که از نظر قانونی، بخشی از امپراتوری مقدس روم بود و امپراتورها، برای تأیید و واگذاری حکومت ایالت به شاهزادگان وارث فرانسوی، شرط کرده بودند هرگز نباید این ایالت با فرانسه متحد شود. به همین دلیل، دووفینه در قرن چهاردهم میلادی و پانزدهم میلادی از هرج‌ومرج رنج می‌برد، زیرا دوفَن‌ها اغلب یا خردسال بودند یا به مسائل دیگر توجه داشتند.
لوئی، پسر شارل هفتم فرانسه در دوران ولیعهدی، با اقامت در ایالت تحت فرمان خود بیش از آنچه پادشاه اجازه داده باشد و با سیاست‌های شخصی مفیدتر برای دووفینه بیش از فرانسه، از پدرش سرپیچی کرد. به عنوان مثال، او برخلاف خواست پدرش با شارلوت ساووی ازدواج کرد. ساووی متحد سنتی دووفینه بود و لوئی آرزو داشت تا بار دیگر این اتحاد را برای نابودی شورشیان و راهزنان در ایالت تجدید کند. لوئی در سال ۱۴۵۶ توسط سربازان شارل هفتم از دووفینه بیرون رانده شد و منطقه را دوباره به بی‌نظمی واداشت. پس از جانشین شدن وی به عنوان لوئی یازدهم فرانسه در سال ۱۴۶۱، لوئی دووفینه را با فرانسه متحد کرد و آن را تحت کنترل مستقیم سلطنت درآورد.
این عنوان بر خلاف عنوان انگلیسی "شاهزاده ولز" که همیشه به عنوان هدیه پادشاه اعطا می‌شود، به‌طور رسمی و اتوماتیک به پسر وارث بعدی نزدیک به سلطنت در خط مستقیم هنگام تولد، سلطنت پدر یا مرگ دوفَن قبلی اعطا می‌شد پسران پادشاه فرانسه دارای سبک و درجه "fils de France" (پسر فرانسه) بودند، در حالی که به نوه‌های جنسیت مرد و سبک و درجه "" grands-enfants de France " (نوه فرانسه) داده شد. فرزندان و نوادگان دوفَن از پسرعموی خود بالاتر بودند و به ترتیب به عنوان فرزندان و نوه‌های پادشاه با آنان رفتار می‌شد. فرزندان دوفین، گرچه نوه‌های پادشاه بودند، اما به عنوان فرزندان فرانسه و نوه‌های دوفَن به عنوان نوه‌های فرانسه رتبه‌بندی می‌شدند. نوه‌های بزرگ دیگر پادشاه فقط در رتبه شاهزادگان خون قرار گرفتند.
این عنوان توسط قانون اساسی ۱۷۹۱، که سلطنت مطلقه فرانسه را به یک سلطنت مشروطه تبدیل کرده بود، لغو شد. طبق قانون اساسی جدید، وارث تاج‌وتخت (دوفَن لوئی شارل در آن زمان) به "شاهزاده سلطنتی" (شاهزاده خون "بازخوانی" شاهزاده فرانسوی ")، که از ابتدای تأسیس مجلس قانونگذاری در ۱ اکتبر ۱۷۹۱ شروع به کار کرد، اما بعد از مرگ او دوفَن دیگری وجود نخواهد داشت. با پادشاهی لوئی هجدهم، برادرش شارل دهم و پسرش لوئی آنتونی، دوک آنگولم به‌طور خودکار دوفَن شدند.
با حذف دودمان بوربون‌ها، این عنوان نیز از بین رفت و جانشینان لوئی فیلیپ با عنوان «شاهزاده سلطنتی» عنوان شدند. پس از مرگ هنری ، کنت د شامبورد، کارلوس ، دوک مادرید، وارث مدعی مشروعیت، خوان ، کنت مونتیزون، استفاده کرد عنوان در تظاهر، همان‌طور که از آن زمان مدعیان مشروعیت اسپانیایی دارند.

## نگارخانه

نشان رسمی کنت‌نشین دوفین
نشان رسمی فرانسوا دوفِن فرانسه و دوک بریتانی
نشان رسمی فرانسوای دوم به عنوان دوفِن فرانسه، دوک بریتانیایی و شاه اسکاتلند
نشان تاج دوفِن فرانسه.

## فهرست دوفِن‌های فرانسه
| #  | نام دوفِن                              | وارث         | تولد            | انتصاب به مقام دوفِن | اتمام مقام دوفِن                                     | فوت             | سایر مقام‌ها قبل از انتصاب به دوفِن | نام بعد از به پادشاهی رسیدن | دوفین (همسر)                                                            |
| -- | ------------------------------------- | ------------ | --------------- | ------------------- | --------------------------------------------------- | --------------- | --------------------------------- | --------------------------- | ----------------------------------------------------------------------- |
| ۱  | شارل دانا                             | ژان دوم      | ۲۱ ژانویه ۱۳۳۸  | ۲۲ اوت ۱۳۵۰         | ۸ آوریل ۱۳۶۴ رسیدن به پادشاهی                       | ۱۶ سپتامبر ۱۳۸۰ | دوک نرماندی                       | شارل پنجم فرانسه            | ژوان بوربون                                                             |
| ۲  | شارل                                  | شارل پنجم    | ۳ دسامبر ۱۳۶۸   | از بدو تولد         | ۱۶ سپتامبر ۱۳۸۰ رسیدن به پادشاهی                    | ۲۱ اکتبر ۱۴۲۲   | —                                 | شارل ششم فرانسه             | –                                                                       |
| ۳  | شارل                                  | شارل ششم     | ۲۶ دسامبر ۱۳۸۶  | ۲۶ دسامبر ۱۳۸۶      | ۲۸ دسامبر ۱۳۸۶                                      | ۲۸ دسامبر ۱۳۸۶  | —                                 | –                           | –                                                                       |
| ۴  | شارل                                  | شارل ششم     | ۶ فوریه ۱۳۹۲    | ۶ فوریه ۱۳۹۲        | ۱۳ ژانویه ۱۴۰۱                                      | ۱۳ ژانویه ۱۴۰۱  | دوک آکوتین                        | –                           | –                                                                       |
| ۵  | لوئی                                  | شارل ششم     | ۲۲ ژانویه ۱۳۹۷  | ۱۳ ژانویه ۱۴۰۱      | ۱۸ دسامبر ۱۴۱۵                                      | ۱۸ دسامبر ۱۴۱۵  | دوک آکتین                         | –                           | مارگارت بورگوندی                                                        |
| ۶  | ژان                                   | شارل ششم     | ۳۱ اوت ۱۳۹۸     | ۱۸ دسامبر ۱۴۱۵      | ۵ آوریل ۱۴۱۷                                        | ۵ آوریل ۱۴۱۷    | دوک تورین                         | –                           | ژاکلین هاینونت                                                          |
| ۷  | شارل                                  | شارل ششم     | ۲۲ فوریه ۱۴۰۳   | ۵ آوریل ۱۴۱۷        | ۲۱ اکتبر ۱۴۲۲ رسیدن به پادشاهی                      | ۲۲ ژوئیه ۱۴۶۱   | کنت پوآتیه                        | شارل هفتم فرانسه            | –                                                                       |
| ۸  | لوئی                                  | شارل هفتم    | ۳ ژوئیه ۱۴۲۳    | ۳ ژوئیه ۱۴۲۳        | ۲۲ ژوئیه ۱۴۶۱ رسیدن به پادشاهی                      | ۳۰ اوت ۱۴۸۳     | —                                 | لوئی یازدهم                 | مارگارت استورات); شارلوت ساووی                                          |
| ۹  | فرانسوا                               | لوئی یازدهم  | ۴ دسامبر ۱۴۶۶   | ۴ دسامبر ۱۴۶۶       | ۴ دسامبر ۱۴۶۶                                       | ۴ دسامبر ۱۴۶۶   | —                                 | –                           | –                                                                       |
| ۱۰ | شارل                                  | لوئی یازدهم  | ۳۰ ژوئن ۱۴۷۰    | ۳۰ ژوئن ۱۴۷۰        | ۳۰ اوت ۱۴۸۳ رسیدن به پادشاهی                        | ۷ آوریل ۱۴۹۸    | —                                 | شارل هشتم فرانسه            | –                                                                       |
| ۱۱ | شارل اورلاندو                         | شارل هشتم    | ۱۱ اکتبر ۱۴۹۲   | ۱۱ اکتبر ۱۴۹۲       | ۱۶ دسامبر ۱۴۹۵                                      | ۱۶ دسامبر ۱۴۹۵  | —                                 | –                           | –                                                                       |
| ۱۲ | شارل                                  | شارل هشتم    | ۸ سپتامبر ۱۴۹۶  | ۸ سپتامبر ۱۴۹۶      | ۲ اکتبر ۱۴۹۶                                        | ۲ اکتبر ۱۴۹۶    | —                                 | –                           | –                                                                       |
| ۱۳ | فرانسوا                               | شارل هشتم    | ژوئیه ۱۴۹۷      | ژوئیه ۱۴۹۷          | ژوئیه ۱۴۹۷                                          | ژوئیه ۱۴۹۷      | —                                 | –                           | –                                                                       |
| ۱۴ | فرانسوا                               | فرانسوای یکم | ۲۸ فوریه ۱۵۱۸   | ۲۸ فوریه ۱۵۱۸       | ۱۰ اوت ۱۵۳۶                                         | ۱۰ اوت ۱۵۳۶     | دوک بریتانی                       | –                           | –                                                                       |
| ۱۵ | آنری                                  | فرانسوای یکم | ۳۱ مارس ۱۵۱۹    | ۱۰ اوت ۱۵۳۶         | ۳۱ مارس ۱۵۴۷ رسیدن به پادشاهی                       | ۱۰ ژوئیه ۱۵۵۹   | دوک اورلئان، دوک بریتانی          | آنری دوم                    | کاترین دو مدیچی                                                         |
| ۱۶ | فرانسوا                               | آنری دوم     | ۱۹ ژانویه ۱۵۴۴  | ۳۱ مارس ۱۵۴۷        | ۱۰ ژوئیه ۱۵۵۹ رسیدن به پادشاهی                      | ۵ دسامبر ۱۵۶۰   | پادشاه همسر اسکاتلند              | فرانسوای دوم                | ماری یکم اسکاتلند                                                       |
| ۱۷ | لوئی                                  | هانری چهارم  | ۲۷ سپتامبر ۱۶۰۱ | ۲۷ سپتامبر ۱۶۰۱     | ۱۴ مه ۱۶۱۰ رسیدن به پادشاهی                         | ۱۴ مه ۱۶۴۳      | —                                 | لوئی سیزدهم                 | –                                                                       |
| ۱۸ | لوئی دیدونت                           | لوئی سیزدهم  | ۵ سپتامبر ۱۶۳۸  | ۵ سپتامبر ۱۶۳۸      | ۱۴ مه ۱۶۴۳ رسیدن به پادشاهی                         | ۱ سپتامبر ۱۷۱۵  | —                                 | لوئی چهاردهم                | –                                                                       |
| ۱۹ | لوئی گراند دافین (۱۶۶۱–۱۷۱۱)          | لوئی چهاردهم | ۱ نوامبر ۱۶۶۱   | ۱ نوامبر ۱۶۶۱       | ۱۴ آوریل ۱۷۱۱                                       | ۱۴ آوریل ۱۷۱۱   | —                                 | –                           | دوشس ماریا آنا باواریا                                                  |
| ۲۰ | لوئی، دوک بورگوندی (le Petit Dauphin) | لوئی چهاردهم | ۱۶ اوت ۱۶۸۲     | ۱۴ آوریل ۱۷۱۱       | ۱۸ فوریه ۱۷۱۲                                       | ۱۸ فوریه ۱۷۱۲   | دوک بورگوندی                      | –                           | شاهدخت ماری آدلاید ساووی                                                |
| ۲۱ | لوئی بوربون                           | لوئی چهاردهم | ۸ ژانویه ۱۷۰۷   | ۱۸ فوریه ۱۷۱۲       | ۸ مارس ۱۷۱۲                                         | ۸ مارس ۱۷۱۲     | دوک بریتانی                       | –                           | –                                                                       |
| ۲۲ | لوئی پانزدهم                          | لوئی چهاردهم | ۱۵ فوریه ۱۷۱۰   | ۸ مارس ۱۷۱۲         | ۱ سپتامبر ۱۷۱۵ رسیدن به پادشاهی                     | ۱۰ مه ۱۷۷۴      | دوک آنژو                          | لوئی پانزدهم                | –                                                                       |
| ۲۳ | لوئی                                  | لوئی پانزدهم | ۴ سپتامبر ۱۷۲۹  | ۴ سپتامبر ۱۷۲۹      | ۲۰ دسامبر ۱۷۶۵                                      | ۲۰ دسامبر ۱۷۶۵  | —                                 | –                           | ماریا ترزا رافائلا، اینفانت اسپانیا; دوشس ماری ژوزف ساکسونی (۱۷۳۱ ۱۷۶۷) |
| ۲۴ | لوئی_اوت                              | لوئی پانزدهم | ۲۳ اوت ۱۷۵۴     | ۲۰ دسامبر ۱۷۶۵      | ۱۰ مه ۱۷۷۴ رسیدن به پادشاهی                         | ۲۱ ژانویه ۱۷۹۳  | دوک دو بری                        | لوئی شانزدهم                | ماری آنتوانت                                                            |
| ۲۵ | لوئی یوزف                             | لوئی شانزدهم | ۲۲ اکتبر ۱۷۸۱   | ۲۲ اکتبر ۱۷۸۱       | ۴ ژوئن ۱۷۸۹                                         | ۴ ژوئن ۱۷۸۹     | —                                 | –                           | –                                                                       |
| ۲۶ | لوئی شارل                             | لوئی شانزدهم | ۲۷ مارس ۱۷۸۵    | ۴ ژوئن ۱۷۸۹         | ۱ اکتبر ۱۷۹۱ دوران کوتاهی به عنوان "شاهزاده سلطنتی" | ۸ ژوئن ۱۷۹۵     | دوک نورماندی                      | لوئی هفدهم                  | –                                                                       |
| ۲۷ | لوئی آنتونی                           | شارل دهم     | ۶ اوت ۱۷۷۵      | ۱۶ سپتامبر ۱۸۲۴     | ۲ اوت ۱۸۳۰ به مقدار بسیار کوتاهی (۲۰ دقیقه) شاه شد  | ۳ ژوئن ۱۸۴۴     | دوک آنگولم                        | لوئی نوزدهم                 | ماری ترزا شارلوت                                                        |